# Bernard Altum
Johann Bernard Theodor Altum (31. ledna 1824 Münster – 1. února 1900 Eberswalde) byl německý katolický kněz, zoolog a výzkumník v oboru lesnictví.

## Život
Studoval filozofii a teologii v Münsteru. V roce 1849 byl vysvěcen na kněze. Později jej zájem vedl ke studiu zoologie a příbuzných disciplín, jež vystudoval pod Johannem Peterem Müllerem a Martinem Lichtensteinem na Humbodtově univerzitě v Berlíně. Od roku 1859 vyučoval na Univerzitě v Münsteru, potom se v r. 1869 přemístil na Lesnickou akademii v Eberswalde jako nástupce Julia Theodora Christiana Ratzeburga.
Na počátku se ve svém výzkumu věnoval savcům a ptákům. Ale po přemístění do Eberswaldu, se jeho odborný zájem rozšířil.

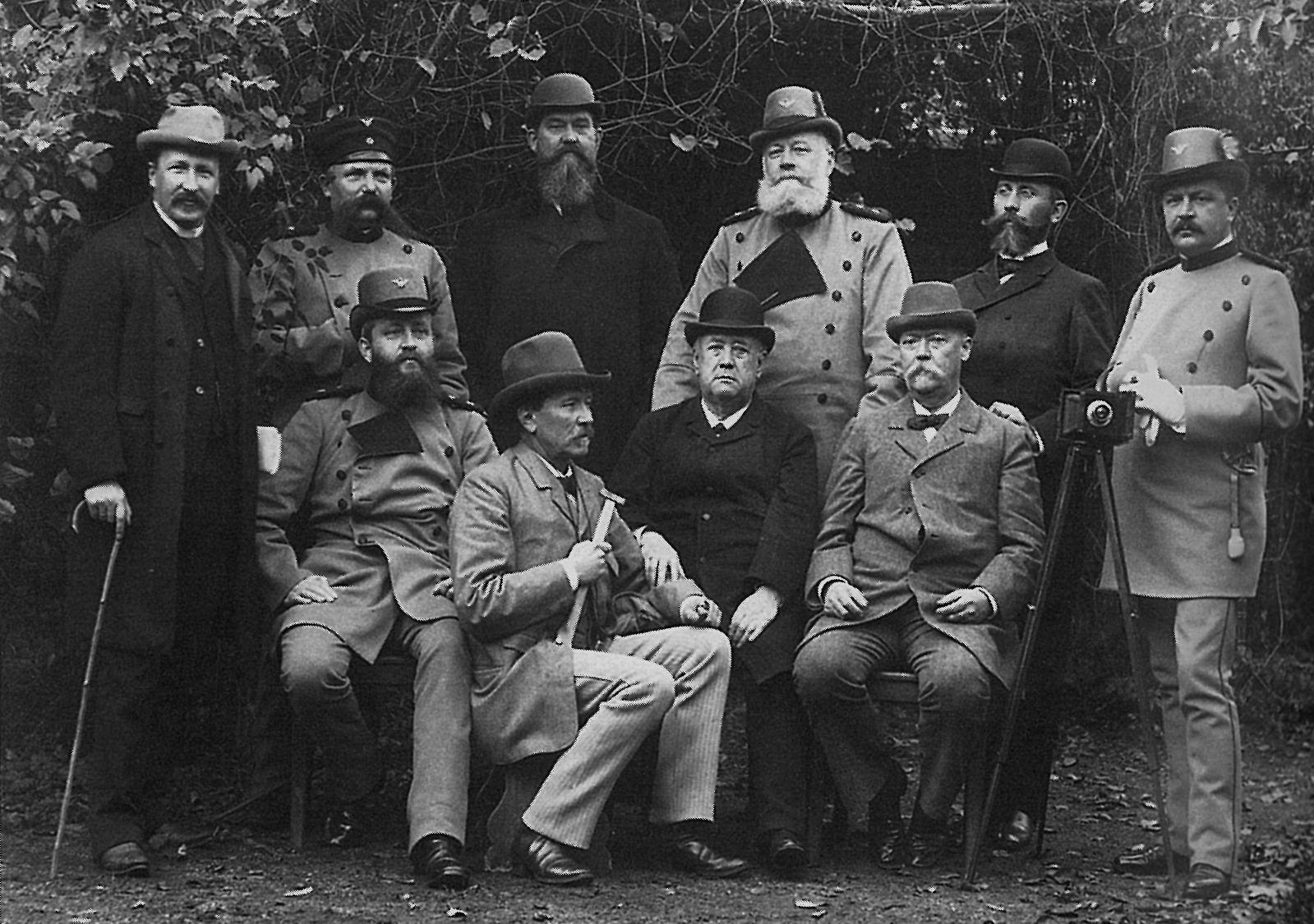
Říjen 1893 (Altum je třetí zleva)

V letech 1893 až 1900 byl presidentem Německé ornitologické společnosti.

## Dílo
- Homeri cum Aeschyli, Sophoclis, Euripidis comparantur, (dizertace), Berlín 1855.
- Winke zur Hebung des zoologischen Unterrichts (manuál instrukcí v zoologii), Münster 1863.
- Die Säugetiere des Münsterlands, Münster (Savci Münsterské oblasti), 1867.
- Der Vogel und sein Leben, Münster 1868 (Ptáci a jejich životy); mnohokrát vydáno, 7. edice z r. 1903.
- Forstzoologie (Zoologie lesa; 1. svazek: savci, 2. svazek: ptáci, 3. svazek: hmyz).
  - I. Säugethiere. Druhé přepracované vydání, publikováno u Julia Springera, Berlín 1876.
  - II. Vögel. Publikováno u Julia Springera, Berlín 1873.
  - III. Insecten. 1. Abth. Allgemeines und Käfer. Druhé přepracované vydání, publikováno u Julia Springera, Berlín 1881.[2]